# Пасека (Сумская область)
Пасека (укр. Пасіка) — село,
Белогривский сельский совет,
Кролевецкий район,
Сумская область,
Украина.
Код КОАТУУ — 5922681205. Население по переписи 2001 года составляло 80 человек .

## Географическое положение
Село Пасека находится у одного из истоков реки Глистянка.
На расстоянии до 1 км расположены сёла Дедовщина, Бошевка, Белогривое и посёлок Луч.
К селу примыкает лесной массив (сосна, берёза).
Рядом проходит железная дорога, станция Брюловецкий в 1,5 км.